# Ден Едкінс
Денні Л. Едкінс (англ. Dan Adkins) (15 березня 1937 р. – 3 травня 2013 р.) — американський художник-ілюстратор, відомий переважно створенням коміксів та ілюструванням науково-фантастичних журналів.

## Життєпис

### Ранні роки життя і початок кар'єри
Ден Едкінс народився в Західній Вірджинії, у підвалі недобудованого будинку. Він покинув штат у віці близько 7-ми років, коли його сім'я переїхала до Пенсільванії; пізніше він жив у Ріно, штат Невада; Фініксі, штат Аризона; Нью-Йорку; штатах Огайо та Нью-Джерсі. Коли йому було «близько 11-ти» років, за словами Едкінса, у нього був напад ревматизму, який залишився він був паралізований від талії вниз на шість місяців. І він почав проводити час, гортаючи такі комікси, як «Керлі Кайо» та «Червоний Райдер». Читаючи EC Comics за кілька років, він уважно вивчав твори, проілюстровані Рідом Крендоллом, Джеком Дейвісом, Джорджем Евансом, Ел Вільямсон та Воллі Вудом.
В середині 1950-х років Едкінс, служив у Повітряних силах на базі ВПС Люк поблизу Фінікса, був креслярем. Як він описав роботу,
Якщо в будівлю на базі було внесено зміни, нам довелося б оновити креслення. Я також малював багато електроніки, виправляв двигун тощо. Після того, як я отримав другу нагороду як пілот другого класу, я став ілюстратором, приблизно через вісім місяців після базової підготовки, протягом трьох років, що залишилися, я був на службі. Коли я вийшов, я був еквівалентом штабного сержанта. Як ілюстратор, у мене була ціла кімната з обладнанням для виготовлення плакатів, щоб розмістити їх перед основною бібліотекою чи кінотеатром. Ми також випустили журнал, де перераховували всі події. Ми повинні були витрачати певну суму грошей на місяць, щоб отримати таку ж суму наступного місяця. І я не міг придумати достатньо речей, на які можна було б витратити гроші, тож я заснував фензин.
Ця публікація була випущена в 1956 році під назвою «Sata», наповнена фентезійними ілюстраціями та відтвореними на спиртовому дублікаторі У Феніксі, Аризона, Едкінс познайомився з автором графічних художніх творів Біллом Пірсоном, який став співредактором «Sata». У 1959 році Пірсон став одноосібним редактором «Sata», закінчивши тираж із 13 випусків кількома офсетним друком випусками. Едкінс брав участь у багатьох інших фанатських публікаціях, зокрема «Amra», «Vega» і фензином «Ксеро.
У 19 років Едкінс почав займатися незалежним малюванням для науково-фантастичних журналів. Він переїхав до Нью-Йорка і, коли йому було «близько 24» років, був арт-директором журналів «American Druggist» і «New Medical Material» Hearst Corporation. Як він згадував:
Ми випустили медичні журнали на 92 сторінки, що виходять раз на два тижні. У нас була така велика бутафорська кімната з усіма цими полицями, де ми розкладали кожен аркуш. Ви повинні були замовити галереї, те, що вони називали мініатюрами, тобто блоком друку, тобто фотографією. Я там багато чому навчився. Приблизно через три місяці я звільнився й пішов у рекламу, працюючи в Advertising Super Mart, де займався розклеюванням механізмів, а потім у Le Wahl Studios.

### Срібна доба коміксів

Dr. Strange #169 (червень 1968). Обкладинка від Адкінса.

У 1964 році, під час періоду, який шанувальники коміксів та історики називають Срібною добою коміксів, Едкінс приєднався до Wally Wood Studio як помічник Вуда. Вуд і Едкінс співпрацювали над серією історій для Воррен Паблішин, беручи участь у створенні чоно-білих коміксів фантастики жахів для журналів Кріппі і «Моторошно». Едкінс був одним із оригінальних виконавців Агенти Г.Р.І.М., для  Тауер комікс, малюючи багато історій про «Динамо» протягом 16 місяців у «Вуд Студіо».
У 1967 році він приєднався до команди Marvel Comics,, працюючи в основному як інкер, а також створивши олівцем кілька творів для «Доктора Стрейнджа» та інших назв коміксів. Едкінс також працював для багатьох видавців коміксів, зокрема «Charlton Comics», «DC Comics» (Аквамен, Бетмен), «Dell Comics»/ «Western Publishing», «Eclipse Comics», «Harvey Comics», Marvel і «Pacific Comics».
Окрім малювання олівцем і чорнилом, Едкінс також створював обкладинки, зокрема для «Дивовижних історій», «Жахливих» (випуск 12) і «Знамениті чудовиська Кінокраїни» (випуски 42, 44).Шаблон:Citation need Його журнальні ілюстрації були опубліковані в Argosy (з Вудом), Amazing Stories, Fantastic, Galaxy Science Fiction, Infinity , Monster Parade, Science-Fiction Adventures, Spectrum, Worlds of If та інші журнали.[джерело?]
У 2000-х роках він ілюстрував продукцію Parker Brothers, а його ілюстрації до «Xero» було передруковано у твердій палітурці «The Best of Xero» (Tachyon, 2004).

## Премії
2019-го року за художній внесок протягом всього життя Едкінса було включено до Зали слави премії Інквелл.